# Alfonso Par Balcells
Alfonso Par Balcells (Barcelona, 9 de noviembre de 1922-Múnich, 1 de noviembre de 2002) fue un ingeniero industrial y sacerdote católico español, afincado en Alemania. Miembro del Opus Dei, comenzó la labor apostólica en Alemania, donde fue el primer vicario general.

## Biografía
Alfonso era hijo del filólogo y crítico literario Alfonso Par Tusquets. Durante la Guerra civil española, su padre Alfonso fue asesinado (Barcelona, 26 de agosto de 1936) y su hermano Carlos Par Balcells falleció "en el cumplimiento de su deber" (Córdoba, 1 de abril de 1937).
Mientras estudiaba en la Escuela Técnica Superior de Ingeniería Industrial de Barcelona conoció el Opus Dei a través de sus amigos Melquíades Calzado y Rafael Escolá, y el 29 de abril de 1945 solicitó su admisión. Aficionado al atletismo, consiguió medalla de plata en 400 metros vallas en los Campeonatos celebrados en Cataluña y participó en los campeonatos nacionales. Ya como ingeniero se trasladó a trabajar a Bilbao, donde permaneció hasta 1950.
A comienzos de 1951 se instaló en Madrid para prepararse para su ordenación sacerdotal que tuvo lugar el 1 de julio de 1951. Tras pasar un año en Roma, donde estudió en el Angelicum, se trasladó a Alemania (agosto de 1952), donde comenzó la labor apostólica del Opus Dei. Durante los siguientes años vivió entre Roma y Bonn, con el fin de concluir su tesis doctoral. El 1 de mayo de 1953 consiguió en Bonn, junto con otros miembros del Opus Dei, una casa, vieja y desangelada, pero de buen porte, que tiempo después sería la residencia de estudiantes Althaus.
Fue el primer vicario general del Opus Dei en Alemania, Austria y Países Bajos. Falleció pocos días antes de cumplir los ochenta años, en Múnich el 1 de noviembre de 2002.